# War of the Worlds: Goliath
Războiul Lumilor: Goliat (titlu original: War of the Worlds: Goliath) este un film malaysian SF de animație din 2012 regizat de Joe Pearson. Este produs de Tripod Group și a fost lansat la 15 noiembrie 2012 în Malaysia. Rolurile de voce au fost interpretate de  actorii Peter Wingfield, Elizabeth Gracen, Jim Byrnes, Beau Billingslea, Tony Eusoff, Adam Baldwin, Mark Sheppard, Adrian Paul. Spre deosebire de alte filme Războiul Lumilor, acesta este o continuare vag bazată pe romanul lui H. G. Wells.  Titlul filmului, Goliat, se referă la o nouă armă bazată pe tripozii marțieni - un trepied de luptă din clasa Ahile bazat pe forța aburului, având 65 de picioare înălțime, fiind înarmat cu mitraliere grele și șase rachete, o rază de căldură și un tun de 88 mm.

## Prezentare
Filmul are loc într-o realitate alternativă a Pământului.  Punctul de divergență îl reprezintă invazia marțiană neprovocată din 1899 care a ucis peste 180 de milioane de oameni. În Leeds, Anglia, tânărul Eric Wells asistă neputincios și cu groază cum părinții săi sunt uciși  de un Tripod Marțian. În cele din urmă prima invazie este stopată de microbii tereștri. Tehnologia marțiană este analizată de cercetătorii tereștri, umanitatea având parte de un uriaș salt tehnologic în comparație cu istoria noastră.
15 ani mai târziu, în 1914,  Manhattan, New York  este o lume dieselpunk/steampunk. O alianță militară  globală a fost fondată -Allied Resistance Earth Squadron (A.R.E.S.) - pentru a opri viitoarele invazii marțiene. Un grup nou de tripozi militari tereștri este organizat: căpitanul acestuia este Eric Wells, colegii săi din subordine sunt locotenentul american   Jennifer Carter, caporalul irlandez  Patrick O'Brien, sergentul canadian   Abraham Douglas și locotenentul malaysian Raja Iskandar Shah. A.R.E.S. este comandat de generalul rus  Sergei Kushnirov (care și-a pierdut familia sa în fața marțienilor în 1899 la St. Petersburg), de secretarul de război Theodore Roosevelt și de profesorul Nikola Tesla. Tesla este cel care a adaptat tehnologia marțiană în noi arme. vehicule și noi forme de energie.
Are loc Atentatul de la Sarajevo dar Primul Război Mondial din realitatea noastră este oprit de o nouă invazie marțiană - aceștia folosesc tripozi și arme mult mai puternice și sunt imuni deja la microbii tereștri.

## Distribuție
- Peter Wingfield - Eric Wells
- Adrian Paul - Patrick O'Brien
- Adam Baldwin - Wilson
- Elizabeth Grace - Jennifer Carter
- Jim Byrnes - Theodore Roosevelt
- Beau Billingslea  - Abraham Douglas
- James Arnold Taylor - ofițer german
- Joey D'Auria - Manfred von Richthofen
- Matt Letscher - Capt. Manfred von Richtofen